# D mol
D mol ist eine montenegrinische Pop-Band. Sie vertrat Montenegro beim Eurovision Song Contest 2019 in Tel Aviv, Israel mit dem Lied Heaven.

## Geschichte
Die Band wurde 2018 von Daniejl Alibabić zusammengestellt. Dieser vertrat bereits Serbien und Montenegro beim Eurovision Song Contest 2005 mit der Band No Name. Ebenfalls dient er der Gruppe als Mentor.
Am 18. Dezember 2018 wurde bekannt, dass die Gruppe bei der montenegrinischen Vorentscheidung Montevizija 2019 teilnehmen werden. Zuerst sollte sie mit dem Lied Ti teilnehmen. Später wurde aber bekannt, dass die Band mit dem englischsprachigen Lied Heaven antreten werde.
Am 9. Februar 2019 gewann die Gruppe die Vorentscheidung mit 68 % der Zuschauerstimmen im Superfinale und trat somit für Montenegro beim Eurovision Song Contest 2019 in Tel Aviv, Israel an. Sie konnte sich jedoch nicht für das Finale des Wettbewerbs qualifizieren.

## Diskografie

### Singles
- 2019: Heaven
- 2019: 21. maj